# Hugo Koblet
Hugo Koblet (Zúrich, 21 de marzo de 1925 -Egg (Zúrich), 6 de noviembre de 1964), apodado Le pédaleur de charme, fue un ciclista suizo, profesional entre los años 1946 y 1958, durante los cuales logró 70 victorias.

## Biografía
Sus comienzos en el ciclismo profesional estuvieron ligados a pruebas de persecución, especialidad en la cual fue campeón nacional durante ocho años seguidos y subcampeón mundial en 1951 y 1954.
La fama de Koblet se extendió por toda Europa cuando, en 1950, se convirtió en el primer ciclista no italiano en ganar el Giro de Italia. Era un ciclista fuerte tanto en escalada como en llano, sin dejar de ser un buen esprínter, debido a su formación en pruebas de persecución. En 1951, derrotó a Fausto Coppi en el Gran Premio de las Naciones, una prueba de contrarreloj individual que, en aquellos tiempos, era considerada como un Campeonato mundial. Ese mismo año, Koblet consiguió su victoria más importante, al ganar el Tour de Francia 1951.
Koblet era un hombre bien parecido y preocupado por su aspecto. La fama le llevó a un estilo de vida que afectó a su carrera profesional. Aunque continuó compitiendo a un buen nivel (fue dos veces segundo del Giro de Italia en 1953 y 1954), jamás volvería al rendimiento obtenido en los años 1950 y 1951. Se retiró del ciclismo profesional en 1958.
Seis años después, en noviembre de 1964, Koblet falleció en Zúrich en un accidente de automóvil, bajo circunstancias que provocaron cierta especulación acerca de un posible suicidio. Contaba con 39 años de edad.

## Palmarés
| 1947 - 1 etapa de la Vuelta a Suiza 1948 - 1 etapa del Tour de Romandía - 1 etapa de la Vuelta a Suiza 1949 - 1 etapa del Tour de Romandía 1950 - Giro de Italia, más 2 etapas y clasificación de la montaña - Vuelta a Suiza, más 3 etapas 1951 - Gran Premio de las Naciones - Tour de Francia, más 5 etapas - 1 etapa del Giro de Italia - 2 etapas de la Vuelta a Suiza - Critérium de As 1952 - Campeonato de Zúrich - 1 etapa del Tour de Romandía | 1953 - Vuelta a Suiza, más 3 etapas - Tour de Romandía, más 3 etapas - 2.º en el Giro de Italia, más 1 etapa 1954 - Campeonato de Zúrich - 2.º en el Giro de Italia, más 2 etapas - 1 etapa del Tour de Romandía - Sassari-Cagliari 1955 - Campeonato de Suiza en Ruta - Vuelta a Suiza, más 1 etapa - 2 etapas del Giro de Italia - 1 etapa del Tour de Romandía - Tour de Tessin 1956 - 1 etapa de la Vuelta a España |

## Resultados en Grandes Vueltas y Campeonato del Mundo
Durante su carrera deportiva ha conseguido los siguientes puestos en las Grandes Vueltas y en los Campeonatos del Mundo en carretera:
| Carrera         | 1946 | 1947 | 1948 | 1949 | 1950 | 1951 | 1952 | 1953 | 1954 | 1955 | 1956 | 1957 | 1958 | 1959 |
| --------------- | ---- | ---- | ---- | ---- | ---- | ---- | ---- | ---- | ---- | ---- | ---- | ---- | ---- | ---- |
| Giro de Italia  | -    | -    | -    | -    | 1.º  | 6.º  | 8.º  | 2.º  | 2.º  | 9.º  | -    | -    | -    | -    |
| Tour de Francia | X    | -    | -    | -    | -    | 1.º  | -    | Ab.  | Ab.  | -    | -    | -    | -    | -    |
| Vuelta a España | -    | -    | -    | X    | -    | X    | X    | X    | X    | -    | Ab.  | -    | -    | -    |
| Mundial en Ruta | -    | -    | -    | -    | Ab.  | Ab.  | -    | -    | -    | -    | Ab.  | -    | -    | -    |

-: No participa

Ab.: Abandono

X: Ediciones no celebradas.

## Palmarés en pista
| 1947 - Campeonato de Suiza de persecución 1948 - Campeonato de Suiza de persecución - Seis días de Chicago (con Walter Diggelmann) 1949 - Campeonato de Suiza de persecución - Seis días de Nueva York (con Walter Diggelmann) 1950 - Campeonato de Suiza de persecución - Seis días de Hannover (con Armin von Büren) 1951 - Campeonato de Suiza de persecución | 1952 - Campeonato de Suiza de persecución - Seis días de Frankfurt (con Armin von Büren) - Seis días de Dortmund (con Armin von Büren) 1953 - Campeonato de Europa de Madison (con Armin von Büren) - Campeonato de Suiza de persecución - Seis días de Frankfurt (con Armin von Büren) - Seis días de Bruselas (con Armin von Büren) 1954 - Campeonato de Europa de Madison (con Armin von Büren) - Campeonato de Suiza de persecución - Seis días de Zúrich (con Armin von Büren) 1955 - Seis días de Dortmund (con Armin von Büren) |